# 화이트 히어로
《화이트 히어로》(영어: The Great White Hype)는 1996년에 개봉한 미국의 스포츠 코미디 영화이다. 레지널드 허들린 감독이 연출했고, 새뮤얼 L. 잭슨, 제프 골드블룸, 피터 버그, 존 러비츠, 제이미 폭스, 데이먼 웨이언스 등이 출연했다.

## 줄거리
무패의 세계 헤비급 권투 챔피언 제임스 “더 그림 리퍼” 로퍼는 손쉽게 상대를 꺾고, 그의 프로모터이자 교활한 사업가인 프레드 설턴 목사가 주최하는 파티에 참석한다. 설턴은 흑인 선수들 간의 경기만으로는 수익성이 떨어진다며 백인 선수가 필요하다고 주장한다.
그는 과거 로퍼를 아마추어 시절에 이긴 적이 있는 테리 콩클린을 클리블랜드에서 찾아낸다. 콩클린은 헤비메탈 밴드를 하고 평화를 전파하는 인물이지만 설턴의 설득과 노숙자 퇴치를 위한 거액의 자선 기금 약속에 권투계로 복귀한다.
콩클린은 라스베이거스로 와서 훈련을 시작하고, 갑작스럽게 세계 랭킹 8위 도전자 자리에 오른다. 언론은 이 경기가 조작된 것이라고 비판하지만 백인 대 흑인의 대결 구도는 엄청난 관심을 불러일으킨다. 로퍼가 콩클린을 우습게 여기며 훈련을 게을리하는 사이 콩클린은 이전의 기량을 되찾는다.
한편 탐사 보도 기자 미첼 케인은 설턴의 비리를 폭로하려다 오히려 그에게 매수당한다. 그러나 케인은 콩클린에게서 승리 가능성이 보이자 설턴을 배신하고 콩클린과 계약한다. 이 와중에 정당한 도전자 자격을 가진 마빈 셔배즈와 그의 트레이너는 무시당하면서도 계속 문제를 제기해 이 사기극을 주도하는 이들의 골칫거리가 된다.
설턴은 언론을 이용해 인종 대립 구도를 부각시키고, 콩클린이 아일랜드계라고 날조하는 등 온갖 술수를 동원하여 엄청난 돈을 끌어모은다. 마침내 결전의 날 페이퍼뷰 시청률이 폭발한다. 막상 경기가 시작되자 콩클린과 로퍼는 막상막하의 실력을 보여주며 치열하게 싸운다. 콩클린의 강력한 펀치를 맞고 로퍼는 컨디션 난조를 느끼며 위기에 몰린다. 경기를 당장 끝내야만 한다고 느낀 로퍼는 즉시 콩클린을 쓰러뜨려 승리한다.
콩클린은 다시 권투를 그만두고, 케인의 계획은 실패로 끝나고, 설턴은 엄청난 돈을 벌고, 로퍼는 비판을 잠재운다. 하지만 셔배즈는 더 이상 기다릴 수 없어 링 안에서 로퍼에게 달려들어 싸우고 그를 쓰러뜨린다. 설턴은 이 상황을 이용해 콩클린과 셔배즈의 경기 계획을 발표한다.
설턴과 그의 일당들이 막대한 이익을 축하하며 영화는 끝을 맺는다.

## 출연진
- 새뮤얼 L. 잭슨 - 프레드 설턴 목사 역
- 제프 골드블룸 - 미첼 케인 역
- 데이먼 웨이언스 - 제임스 “더 그림 리퍼” 로퍼 역
- 피터 버그 - “아이리시” 테리 콩클린 역
- 코빈 번슨 - 피터 프린스 역
- 존 러비츠 - 솔 역
- 치치 매린 - 훌리오 에스코바 역
- 존 리스데이비스 - 조니 윈저 역
- 수전 기브니 - 비비언 역
- 샐리 리처드슨 - 뱀비 역
- 제이미 폭스 - 하산 엘루큰 역
- 로키 캐럴 - 아터머스 세인트존 세인트 역
- 마이클 제이스 - 마빈 셔배즈 역
- 아트 에번스 - 목사 역
- 니드라 볼즈 - 노부인 역
- 메소드 맨 - 본인 역
- 브라이언 세처 - 본인 역
- 리노 윌슨 - 로퍼의 친구 3 역
- 샤이 맥브라이드 - 소란을 피우는 관중 역 (크레디트 미기재)
- 케빈 그레뷰 - 보안 요원 역 (크레디트 미기재)

## 우리말 녹음
KBS 성우진
- 유해무 - 설턴(새뮤얼 L. 잭슨)
- 박기량 - 케인(제프 골드블룸)
- 김승준 - 콩클린(피터 버그)
- 김영민 - 로퍼(데이먼 웨이언스)
- 장승길 - 솔(존 러비츠)
- 서문석 - 프린스(코빈 번슨)
- 김태웅 - 훌리오(치치 매린)
- 홍승섭 - 아터머스(로키 캐럴)
- 함수정 - 뱀비(샐리 리처드슨)
- 한상덕 - 조니(존 리스데이비스)
- 김승태 - 셔배즈(마이클 제이스)
- 김소형 - 루큰(제이미 폭스)
- 정훈석 - 경호원
- 원호섭 - 카메라맨
- 정미경 - 비비언(수전 기브니)